# سدیم هگزافلوئوروفسفات
سدیم هگزافلوئوروفسفات (به انگلیسی: Sodium hexafluorophosphate) با فرمول شیمیایی F۶NaP یک ترکیب شیمیایی با شناسه پاب‌کم ۵۱۴۷۹۲۱ است. که جرم مولی آن ۱۶۷٫۹۵۳۹۵ g/mol می‌باشد. 